# Jacques Philippe Henri Usquin
 (octobre 2016).
Si vous disposez d'ouvrages ou d'articles de référence ou si vous connaissez des sites web de qualité traitant du thème abordé ici, merci de compléter l'article en donnant les références utiles à sa vérifiabilité et en les liant à la section « Notes et références ».
Jacques Philippe Henri Usquin, baron d'Empire (né le 10 mai 1815 à Paris, où il est mort le 17 janvier 1886) est un militaire français, professeur à l'École Polytechnique et pionnier de l’aérostation militaire.

## Biographie
Petit fils d'un grand propriétaire terrien le baron Philippe-François-Didier Usquin, maire de Saint-Germain-en-Laye et député de Seine-et-Oise, Henri Usquin sortit de l'École polytechnique en 1835 et intégra l’armée dans le corps du Génie.
Colonel du génie, il fut professeur d'Art militaire à l’École polytechnique ainsi que le premier officier du Génie à enseigner les cours d’art militaire et fortifications à l'École nationale des ponts et chaussées de 1873 à 1878. Il fut chargé également du cours de fortification de l'École des mines à Paris.
Gaston Pinet dans son Histoire de l’École polytechnique raconte que chaque matin, les 133 élèves de la promotion 1869 de l’école se rendaient à Vincennes pour y apprendre le maniement des bouches à feu de siège et de place. Le soir, ils allaient à tour de rôle au manège du Panthéon s'exercer à monter à cheval de manière à pouvoir remplir promptement les fonctions d'aide de camp. Dans l'intervalle, ils entendaient à l’amphithéâtre une leçon du colonel Usquin dont le cours, jusqu'alors suivi avec le plus vif intérêt, fut écouté avec recueillement. 
Lors du siège de Paris en 1870, le lieutenant-colonel Usquin était chef de cabinet du gouverneur de Paris, le général Louis Jules Trochu. À cette époque, on songea à l'aérostation militaire, et un corps d'aérostiers fut formé sous le commandement d'Usquin alors attaché à l'État-major général et responsable des ballons. Trois postes d’observations à l’aide de ballons captifs furent organisés : à la Glacière (boulevard d’Italie), sous la direction d’Eugène Godard, aéronaute, et du capitaine de frégate Salicis ; à Montmartre (place Saint-Pierre), sous la direction de Cornu, Duruof, Dartois et du photographe Nadar ; et à l’usine à gaz de Vaugirard, sous la direction des membres de la Société aérostatique. Dans un rapport rédigé le 22 août 1870, Usquin avait déclaré : « ...On peut employer utilement les ballons captifs pour observer les mouvements de l’ennemi... L’observateur sera muni de lunettes doubles à très grand champ pour pouvoir distinguer jusqu’à 4 ou 5 km les mouvements de l’ennemi et la nature de ses troupes... On peut utiliser pendant la nuit les ballons captifs en les munissant d’un feu électrique à réflecteurs qui éclaireraient les abords du point assiégé... ». 
Nadar envoya à partir du 16 septembre 1870 une série de rapports quotidiens au lieutenant-colonel Usquin à destination du Général Trochu.  « Ascension la nuit dernière à onze heure et demie. Brise vive au-dessus de cent mètres, mais régulière. De 40 à 60 mètres, odeur insupportable de paille brûlée. Cette odeur s'explique du reste, par la quantité de feux que nous apercevons dans toute ta région N.E.S. et surtout vers l'Est où est un foyer très considérable à l'horizon. Monté à 130m.» signé Nadar et Dartois
Mais les essais ne donnèrent que de maigres résultats. 
Le baron Usquin une fois retraité de l’armée, fut président du conseil d'administration de la compagnie des Tramways de Nantes et directeur de l'entreprise familiale, la Compagnie des mines de charbon de Graissessac, nationalisée en 1946 pour devenir avec d'autres mines les Charbonnages de France. Il eut 4 enfants, 2 de son premier mariage avec Sophie Try et après la mort de son épouse, 2 autres d'un second mariage avec Camille Grimpel. Son gendre Fernand Clérault (X 1863) et son petit-fils général Henri Clérault (X 1889) furent également polytechniciens.

## Décoration
- Officier de la Légion d’honneur en 1863[5]